# 2018年オーストリアグランプリ
2018年オーストリアグランプリ (2018 Austrian Grand Prix) は、2018年のF1世界選手権第9戦として、2018年7月1日にレッドブル・リンクで開催された。
正式名称は「FORMULA 1 EYETIME GROSSER PREIS VON ÖSTERREICH 2018」。
　

## レース前
本レースでピレリが供給するドライタイヤのコンパウンドは、ソフト、スーパーソフト、ウルトラソフトの3種類。
オーバーテイク機会を増やすため、DRSゾーンは従来の2ヶ所(ターン3からターン4の間とホームストレート)に加え、ターン1とターン3の間に設定される。
ルノーは予選時にエキストラパワーを発生する「パーティモード」を供給する全チーム(ルノー、レッドブル、マクラーレン)に導入し、前戦フランスGPの決勝終盤にパワーロスを訴えたカルロス・サインツJr.はターボ(TC)、MGU-K、バッテリー(エナジーストア、ES)を交換、ストフェル・バンドーンもMGU-KとESを交換した。
メルセデスは前戦フランスGPのパワーユニット(PU)に続き、サイドポッド、バージボード、ミラー、リアウイングなどのシャシーに関してのアップグレードを行った。

## エントリーリスト
フォース・インディアがF1参戦200戦目を迎える。

## フリー走行
FP1
ウィリアムズは、リザーブ兼開発ドライバーのロバート・クビサをセルゲイ・シロトキンに代わって出走させた。降雨が予想されていたため、各車セッション開始から積極的に周回を重ねる。ストフェル・バンドーンとピエール・ガスリーが最終コーナーの縁石に乗り上げ、ウィングにダメージを負った。シャシーにアップデートを施したメルセデス勢だけが1分5秒を切る速さを見せた。マクラーレンはバンドーンをピットから出す際にセバスチャン・ベッテルと接触しかけた件がアンセーフリリースと見なされ、罰金が科された。
FP2
FP1に続き降水確率が高い中スタートした。36分にガスリーがターン9でアウト側の縁石に乗り上げ、左フロントサスペンションを破損してグラベルで停止した。これにより赤旗が出されてセッションは5分間中断した。終了5分前にケビン・マグヌッセンがタイヤ装着ミスでマシンを止めた。FP1に続きメルセデス勢がワンツー、続くベッテルとダニエル・リカルドまでが1分4秒台に入った。ハースはマグヌッセンのタイヤ装着ミスの件がアンセーフリリースと見なされ、罰金が科された。
FP3
開始35分過ぎにベッテルが1分4秒159のトップタイムを出して前年のポールタイム(バルテリ・ボッタスの1:04.251)を上回り、さらに1分4秒070とタイムを縮めてコースレコードを叩き出した。セッション終盤にマックス・フェルスタッペンが電気系統のトラブルでマシンを止め、シャルル・ルクレールもピットアウト直後にトラブルが発生した。

## 予選
2018年6月30日 15:00 CEST(UTC+2)
バルテリ・ボッタスが今季初のポールポジションを獲得し、メルセデスは2戦連続でフロントローを独占した。なお、ボッタスの予選タイムはコースレコード。

### 経過
気温24度、路面温度34度、ドライコンディションで行われた。
Q1
FP3でトラブルに見舞われたシャルル・ルクレールはギアボックスを交換して5グリッド降格が決まった。マックス・フェルスタッペンもマシンの修復が終わり予選開始に間に合った。不振にあえぐウィリアムズのランス・ストロールが15位でQ2へ進出した一方、フォース・インディアのセルジオ・ペレスはトラフィックに引っかかって17位に終わりQ1敗退となった。
Q2
メルセデス勢とフェルスタッペンはスーパーソフト、フェラーリはウルトラソフトで難なくQ3進出を果たしたが、ダニエル・リカルドはハース勢に及ばず8位。フェルナンド・アロンソは1回目のアタックを唯一ソフトで走行し、2回目はウルトラソフトを使用したがアタックに失敗して14位でQ2敗退となった。ベッテルはカルロス・サインツJr.のアタックを妨害した件で審議対象となった。
Q3
1回目のアタックはボッタスが1分3秒264でトップ、キミ・ライコネン、ルイス・ハミルトンが続き、ハースのロマン・グロージャンが4位に食い込む一方、ベッテルはトラフィックに引っかかり7位。2回目のアタックもボッタスがタイムを1分3秒130と更新し、ハミルトンは僅かに及ばず、ボッタスがポールポジションを獲得した。リカルドはグロージャンに及ばず7位に終わった。ベッテルはメルセデス勢に続く3位となったが、Q2でサインツのアタックを妨害した件で3グリッド降格が決まり、決勝は6番グリッドからスタートする。

### 結果
| Pos.                | No. | ドライバー                 | コンストラクター                | Q1       | Q2       | Q3       | Grid |
| ------------------- | --- | -------------------------- | ------------------------------- | -------- | -------- | -------- | ---- |
| 1                   | 77  | バルテリ・ボッタス         | メルセデス                      | 1:04.175 | 1:03.756 | 1:03.130 | 1    |
| 2                   | 44  | ルイス・ハミルトン         | メルセデス                      | 1:04.080 | 1:03.577 | 1:03.149 | 2    |
| 3                   | 5   | セバスチャン・ベッテル     | フェラーリ                      | 1:04.347 | 1:03.544 | 1:03.464 | 6 1  |
| 4                   | 7   | キミ・ライコネン           | フェラーリ                      | 1:04.234 | 1:03.975 | 1:03.660 | 3    |
| 5                   | 33  | マックス・フェルスタッペン | レッドブル-タグ・ホイヤー       | 1:04.273 | 1:04.001 | 1:03.840 | 4    |
| 6                   | 8   | ロマン・グロージャン       | ハース-フェラーリ               | 1:04.242 | 1:04.059 | 1:03.892 | 5    |
| 7                   | 3   | ダニエル・リカルド         | レッドブル-タグ・ホイヤー       | 1:04.723 | 1:04.403 | 1:03.996 | 7    |
| 8                   | 20  | ケビン・マグヌッセン       | ハース-フェラーリ               | 1:04.460 | 1:04.291 | 1:04.051 | 8    |
| 9                   | 55  | カルロス・サインツ         | ルノー                          | 1:04.948 | 1:04.561 | 1:04.725 | 9    |
| 10                  | 27  | ニコ・ヒュルケンベルグ     | ルノー                          | 1:04.864 | 1:04.676 | 1:05.019 | 10   |
| 11                  | 31  | エステバン・オコン         | フォース・インディア-メルセデス | 1:05.148 | 1:04.845 |          | 11   |
| 12                  | 10  | ピエール・ガスリー         | トロ・ロッソ-ホンダ             | 1:05.011 | 1:04.874 |          | 12   |
| 13                  | 16  | シャルル・ルクレール       | ザウバー-フェラーリ             | 1:04.967 | 1:04.979 |          | 17 2 |
| 14                  | 14  | フェルナンド・アロンソ     | マクラーレン-ルノー             | 1:04.965 | 1:05.058 |          | PL 3 |
| 15                  | 18  | ランス・ストロール         | ウィリアムズ-メルセデス         | 1:05.264 | 1:05.286 |          | 13   |
| 16                  | 2   | ストフェル・バンドーン     | マクラーレン-ルノー             | 1:05.271 |          |          | 14   |
| 17                  | 11  | セルジオ・ペレス           | フォース・インディア-メルセデス | 1:05.279 |          |          | 15   |
| 18                  | 35  | セルゲイ・シロトキン       | ウィリアムズ-メルセデス         | 1:05.322 |          |          | 16   |
| 19                  | 28  | ブレンドン・ハートレイ     | トロ・ロッソ-ホンダ             | 1:05.366 |          |          | 19 4 |
| 20                  | 9   | マーカス・エリクソン       | ザウバー-フェラーリ             | 1:05.479 |          |          | 18   |
| 107% time: 1:08.565 |     |                            |                                 |          |          |          |      |
| ソース:             |     |                            |                                 |          |          |          |      |

追記
- ^1 - ベッテルはQ2でサインツのアタックを妨害したとして3グリッド降格とペナルティポイント1点が加算された(合計6点)[17][14][18]
- ^2 - ルクレールは予選で6戦以内のギアボックス交換を行ったため5グリッド降格[19]
- ^3 - アロンソは予選後にパルクフェルメルールを破ってフロントウイングとMGU-Kを交換したため、決勝はピットレーンからスタートする[20][21]
- ^4 - ハートレイは予選後に規定を超えるパワーユニット交換(5基目のICE(エンジン)、TC(ターボ)、MGU-H、4基目のMGU-K)を行い、降格グリッド数が15を超えたため決勝は最後尾からスタートする[22][23]

## 決勝
2018年7月1日 15:10 CEST(UTC+2)
マックス・フェルスタッペンが今季初勝利を挙げ、レッドブルにホームレース初勝利をもたらした。フェラーリのキミ・ライコネンが2位、セバスチャン・ベッテルが3位表彰台を獲得。
一方、メルセデス勢はバーチャルセーフティカー導入の際にルイス・ハミルトンのピットインタイミング判断を誤り、フェルスタッペンに首位の座を明け渡したうえ、マシントラブルにより2016年スペインGP以来2年ぶりのダブルリタイアを喫した（ハミルトンは同年のマレーシアGP以来34戦ぶりのノーポイント）。
これによりベッテルが1点差でドライバーズランキング首位の座を奪い返し、フェラーリは10点差でメルセデスを抜いてコンストラクターズランキング首位に立った。
なお、ライコネンに対して「（ハミルトンと激しいドライバーズタイトル争いを展開している）ベッテルへ前に譲るようにチームオーダーが出されるのでは？」と言う観測も出たが、元FOA会長のバーニー・エクレストンは「レース終了直前にベッテルに抜かせることは簡単だっただろうが、フェラーリはそうさせなかった。彼らはスポーツの公平性だけでなく、キミの士気も保ったのだ」と称賛した。

### 展開
朝から好天に恵まれ、気温22度、路面温度48度、ドライコンディションで行われた。
ホンダは予選19位に終わったブレンドン・ハートレイのパワーユニット(PU)を交換、フェルナンド・アロンソはパルクフェルメルールを破りフロントウイング、ピトー管、MGU-Kを交換したため、ピットレーンからのスタートとなった。
ライコネンは好スタートを切り、メルセデス2台に並んでターン1へ向かったがハミルトンがトップに立ち、ポールポジションのバルテリ・ボッタスはフェルスタッペンにも抜かれ、一旦4位まで下がる。ライコネンはターン3でハミルトンに再び仕掛けるがオーバーランしてフェルスタッペンに抜かれ、ボッタスはフェルスタッペンとライコネンをごぼう抜きして、順位は変わったものの再びメルセデスのワンツー体制が出来上がる。後方ではストフェル・バンドーンとピエール・ガスリーがターン3で接触し、バンドーンはマシンにダメージを受けてピットインを強いられる。
11周目にニコ・ヒュルケンベルグのPUがブローし、マシンから大きく白煙が上がりリタイア。14周目にはボッタスがギアボックスのトラブルを訴えターン4でマシンを止めた。これにより、バーチャルセーフティカー(VSC)が導入され、レッドブル勢とフェラーリ勢がタイヤ交換を行いタイムロスを減らした一方、ハミルトンはピットインしなかった（メルセデスチーム代表のトト・ウォルフは、チーム側がVSCが解除されるタイミングの判断を見誤ったと説明。VSC導入の発端となったボッタスのトラブルへの対処と同時に判断を行わなければならない難しい状況にあったと語った）。20周目にリカルドがライコネンを抜いて3位に上がる。ハミルトンは25周目にピットインして、ライコネンとベッテルのフェラーリ勢に挟まれる4位まで順位を落とした。これでレッドブルのワンツー体制に変わる。しかし、リカルドの左リアタイヤにブリスターが発生したためペースが上がらず、38周目にライコネンがリカルドを抜き返した。リカルドは直後に2回目のピットインを行った。ハミルトンのタイヤにも同様の事象が起きてペースを落とし、39周目にベッテルがハミルトンを抜いていく。ハミルトンはこのまま走り切る考えだったがタイヤが限界となり、52周目に2度目のピットインを行った。その直後、リカルドのギアボックスにトラブルが発生し、この日29歳の誕生日を迎えたリカルドはリタイアに終わる。ハートレイもドライブシャフト異常を訴えてリタイアした。そして63周目にはハミルトンが燃圧低下のトラブルでスローダウン。その後ストップし、2016年日本GPから続いていた入賞記録は33で途絶えた。
レース終盤にライコネンがフェルスタッペンに迫り、最終周にはファステストラップを記録するも1.5秒及ばず、フェルスタッペンはナショナルカラーのオレンジで埋まる大観衆の歓声を受けて優勝した。ベッテルは予選でのペナルティにもかかわらず3位に入りフェラーリはダブル表彰台となった。予選から速さを見せていたロマン・グロージャンが4位に入り、ようやく今季初ポイントを獲得した。チームメイトのケビン・マグヌッセンが5位に続き、今季初のダブル入賞となったハースはコンストラクターズランキング5位に浮上した。フォース・インディアは終盤のチームメイト同士のバトルを制したエステバン・オコンが6位、セルジオ・ペレスが7位でダブル入賞。ピットレーンスタートのアロンソは8位で4戦ぶりの入賞、ザウバーはシャルル・ルクレールが9位で3戦連続入賞し、マーカス・エリクソンも10位に続いてダブル入賞となった。ガスリーはザウバー勢に及ばず11位で入賞を逃した。

### 結果
| Pos.    | No. | ドライバー                 | コンストラクター                | 周回数 | タイム/リタイア原因 | Grid | Pts. |
| ------- | --- | -------------------------- | ------------------------------- | ------ | ------------------- | ---- | ---- |
| 1       | 33  | マックス・フェルスタッペン | レッドブル-タグ・ホイヤー       | 71     | 1:21:56.024         | 4    | 25   |
| 2       | 7   | キミ・ライコネン           | フェラーリ                      | 71     | +1.504              | 3    | 18   |
| 3       | 5   | セバスチャン・ベッテル     | フェラーリ                      | 71     | +3.181              | 6    | 15   |
| 4       | 8   | ロマン・グロージャン       | ハース-フェラーリ               | 70     | +1 Lap              | 5    | 12   |
| 5       | 20  | ケビン・マグヌッセン       | ハース-フェラーリ               | 70     | +1 Lap              | 8    | 10   |
| 6       | 31  | エステバン・オコン         | フォース・インディア-メルセデス | 70     | +1 Lap              | 11   | 8    |
| 7       | 11  | セルジオ・ペレス           | フォース・インディア-メルセデス | 70     | +1 Lap              | 15   | 6    |
| 8       | 14  | フェルナンド・アロンソ     | マクラーレン-ルノー             | 70     | +1 Lap              | PL   | 4    |
| 9       | 16  | シャルル・ルクレール       | ザウバー-フェラーリ             | 70     | +1 Lap              | 17   | 2    |
| 10      | 9   | マーカス・エリクソン       | ザウバー-フェラーリ             | 70     | +1 Lap              | 18   | 1    |
| 11      | 10  | ピエール・ガスリー         | トロ・ロッソ-ホンダ             | 70     | +1 Lap              | 12   |      |
| 12      | 55  | カルロス・サインツ 1       | ルノー                          | 70     | +1 Lap              | 9    |      |
| 13      | 35  | セルゲイ・シロトキン       | ウィリアムズ-メルセデス         | 69     | +2 Laps             | 16   |      |
| 14      | 18  | ランス・ストロール         | ウィリアムズ-メルセデス         | 69     | +2 Laps 2           | 13   |      |
| 15†     | 2   | ストフェル・バンドーン     | マクラーレン-ルノー             | 65     | 接触ダメージ        | 14   |      |
| Ret     | 44  | ルイス・ハミルトン         | メルセデス                      | 62     | 燃圧                | 2    |      |
| Ret     | 28  | ブレンドン・ハートレイ     | トロ・ロッソ-ホンダ             | 54     | ハイドロリクス      | 19   |      |
| Ret     | 3   | ダニエル・リカルド         | レッドブル-タグ・ホイヤー       | 53     | エキゾースト        | 7    |      |
| Ret     | 77  | バルテリ・ボッタス         | メルセデス                      | 13     | ハイドロリクス      | 1    |      |
| Ret     | 27  | ニコ・ヒュルケンベルグ     | ルノー                          | 11     | パワーユニット      | 10   |      |
| ソース: |     |                            |                                 |        |                     |      |      |

ファステストラップ
- キミ・ライコネン - 1:06.957 (71周目)

ラップリーダー
- 1-25=ルイス・ハミルトン、26-71=マックス・フェルスタッペン

追記
- †印はリタイアだが、90%以上の距離を走行したため規定により完走扱い
- ^1 - サインツはターン1でオコンを抜いた際にコースアウトし、コース復帰後オコンへ順位を戻さなかったため1回目の戒告処分[32]
- ^2 - ストロールは青旗無視のため、レースタイムに10秒加算のペナルティが科され13位から14位に降格。ペナルティポイントも3点加算された(合計4点)[33][34]

## 第9戦終了時点のランキング
|   | 順位 | ドライバー                 | ポイント |
| - | ---- | -------------------------- | -------- |
| 1 | 1    | セバスチャン・ベッテル     | 146      |
| 1 | 2    | ルイス・ハミルトン         | 145      |
| 2 | 3    | キミ・ライコネン           | 101      |
| 1 | 4    | ダニエル・リカルド         | 96       |
| 1 | 5    | マックス・フェルスタッペン | 93       |

|   | 順位 | コンストラクター          | ポイント |
| - | ---- | ------------------------- | -------- |
| 1 | 1    | フェラーリ                | 247      |
| 1 | 2    | メルセデス                | 237      |
|   | 3    | レッドブル-タグ・ホイヤー | 189      |
|   | 4    | ルノー                    | 62       |
| 2 | 5    | ハース-フェラーリ         | 49       |

- 注：ドライバー、コンストラクター共にトップ5のみ表示。